# Mosaïque du Nil

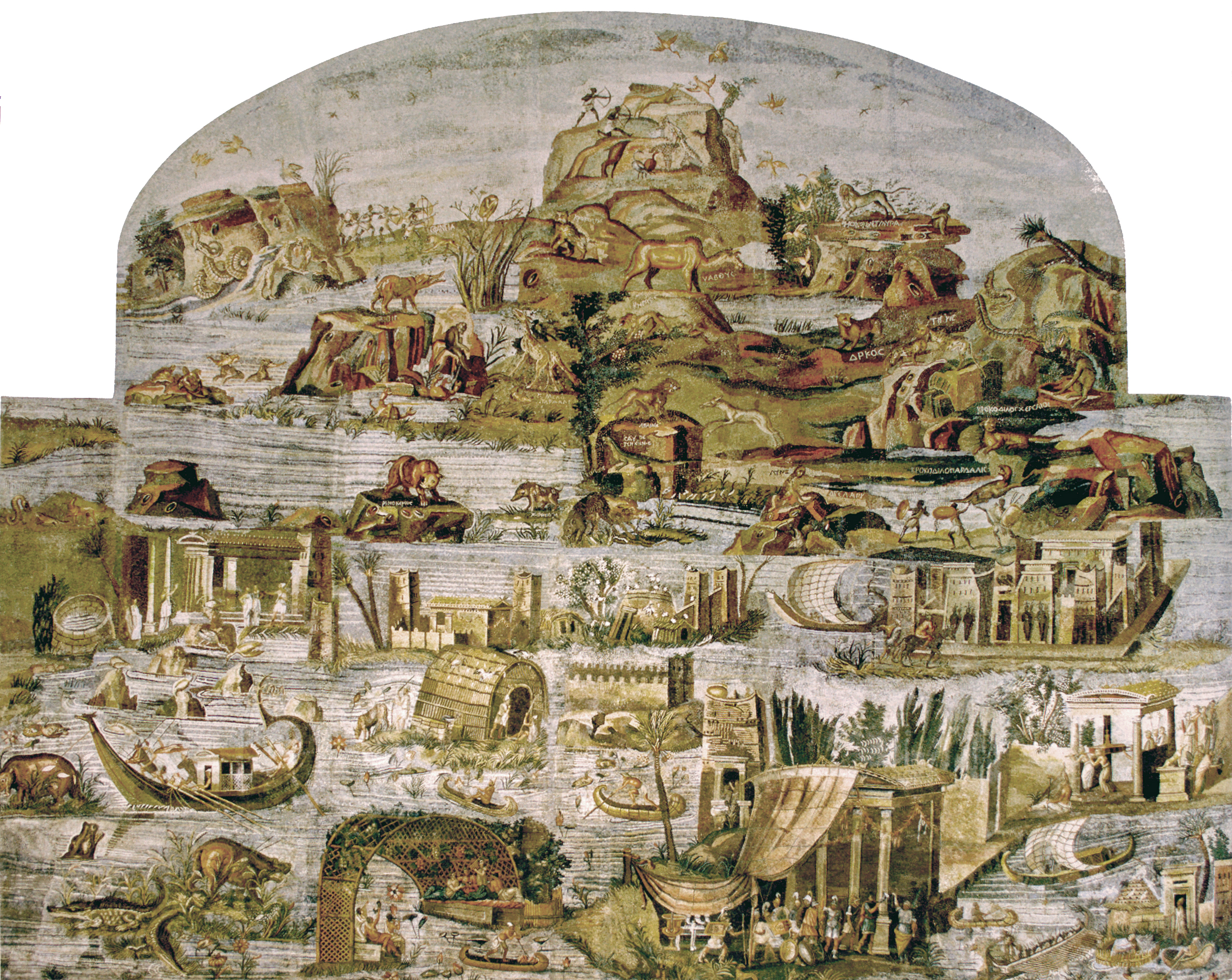
La mosaïque du Nil, à Palestrina.

La mosaïque du Nil de Palestrina, aussi appelée mosaïque nilotique de Palestrina ou de Préneste, ancien nom de Palestrina, ou encore mosaïque Barberini, est une mosaïque de pavement de la fin de l'époque hellénistique qui représente le cours du Nil, de l'Éthiopie à la mer Méditerranée. Elle faisait partie d'une grotte-sanctuaire classique de Palestrina, en Italie. Elle mesure 5,85 mètres de large et 4,31 mètres de haut et fournit le seul aperçu de la fascination que l'exotisme de l'Égypte exerçait sur les Romains au Ier siècle av. J.-C. ; c'est une ancienne manifestation du rôle de l'Égypte ancienne dans l'imaginaire occidental (en) et un exemple du genre du « paysage nilotique », qui a une longue histoire iconographique en Égypte et dans les civilisations égéennes.

## Description

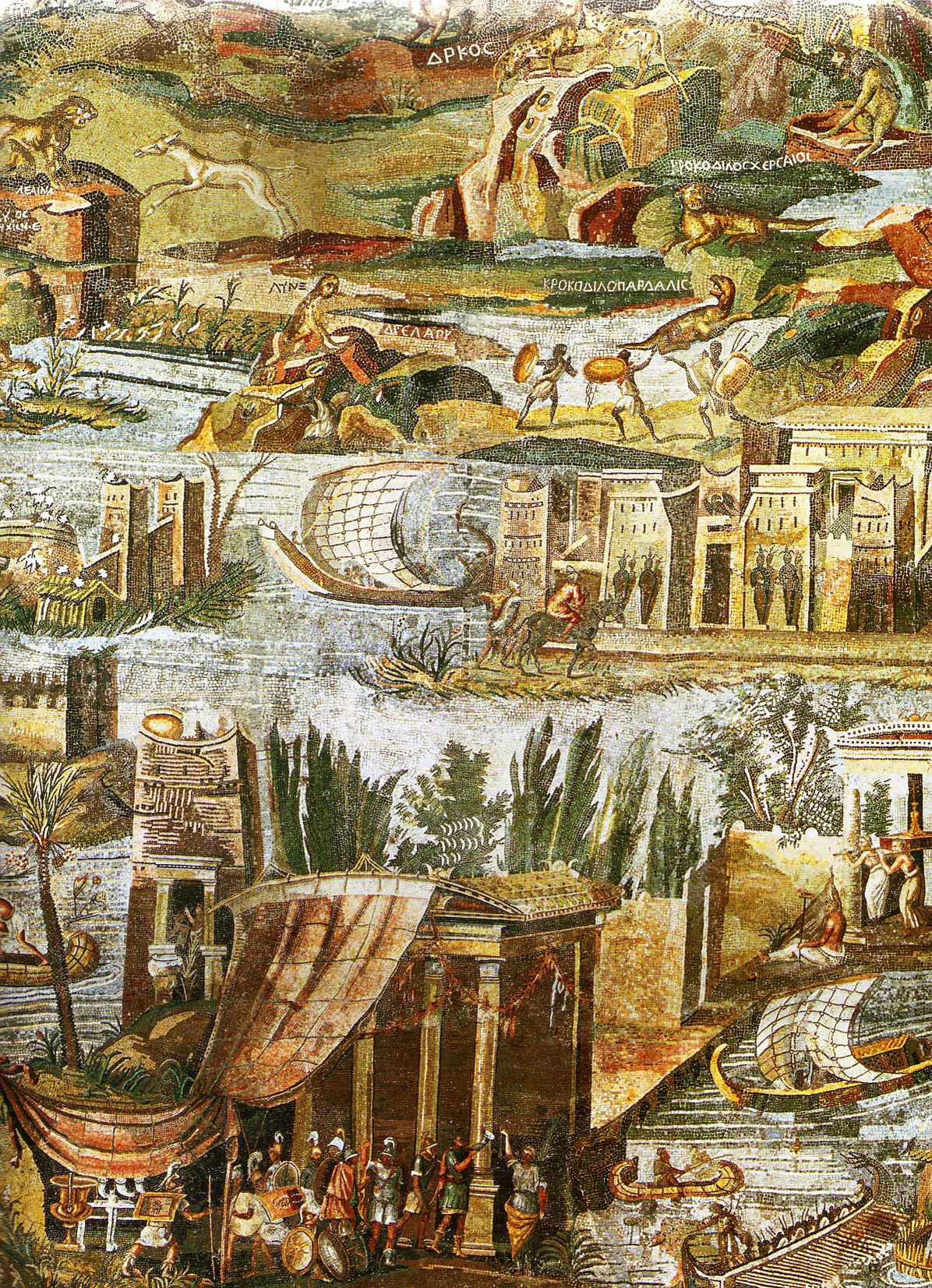
Détail de la mosaïque.

Cette mosaïque, qui ornait le nymphée de l'ancien sanctuaire de Préneste, comprend des représentations détaillées de Grecs de la période ptolémaïque, d'Éthiopiens noirs à la chasse et de divers animaux du Nil. C'est la première représentation romaine de scènes du Nil, dont plusieurs autres ont été découvertes à Pompéi. Un consensus se dégage lentement sur la date de l'œuvre. Paul G. P. Meyboom propose une date légèrement antérieure au règne de Sylla (vers 100 av. J.-C.) et voit dans la mosaïque une preuve ancienne de l'expansion de cultes égyptiens en Italie, où Isis est devenue Fortuna par syncrétisme. Il croit que les scènes nilotiques ont été introduites à Rome par Démétrios le Topographe, artiste grec de l'Égypte ptolémaïque qui exerça son art vers 165 av. J.-C. Claire Préaux souligne que les scènes fantastiques répondaient à un besoin d'évasion.

## Histoire

### Origine
La mosaïque du Nil et son pendant, la mosaïque des poissons, pouvaient apparemment être vues dans la ville italienne de Palestrina, l'ancienne Praeneste, au XVe siècle. Lorsqu'elle fut remarquée peu avant 1507 par Antonio Volsco, humaniste qui faisait partie du cercle de Giulio Pomponio Leto, les mosaïques se trouvaient encore in situ parmi les vestiges du sanctuaire de Fortuna Primigenia de Sylla. À l'époque, la ville appartenait à la famille Colonna de Rome, et le palais de cette famille occupait une section des ruines à Palestrina.
La mosaïque est peut-être mentionnée dans un passage de l'Histoire naturelle, où Pline parle des planchers en mosaïque d'Italie : « Les mosaïques furent en usage dès le temps de Sylla ; du moins voit-on encore aujourd'hui un carrelage en petits segments qu'il fit faire à Préneste, dans le temple de la Fortune. »
Volsco ajoutait que ces tesselles étaient « disposées pour former une image ». Maurizio Calvesi tient Francesco Colonna pour l'auteur d'Hypnerotomachia Poliphili et mentionne des passages d'Hypnerotomachia qui témoignent d'une connaissance directe des mosaïques elles-mêmes.

### XVIIesiècle
Au XVIIe siècle, Palestrina passa aux mains de la famille Barberini, qui, de 1624 à 1626, retira la majeure partie de la mosaïque de son cadre sans noter la composition globale et, après d'autres déplacements et dommages, l'exposa à son palais de Palestrina, où la mosaïque se trouve encore. Celle-ci a été restaurée et réparée à de nombreuses occasions, mais des aquarelles soignées des sections furent peintes pour Cassiano dal Pozzo avant la première restauration. Grâce à la redécouverte de ces aquarelles perdues depuis longtemps, Helen Whitehouse a pu réarranger les segments subsistants de manière plus satisfaisante, mais il reste beaucoup d'incertitude au sujet de la composition originale. La mosaïque est une œuvre importante du Museo Nazionale Prenestino, dans le palais Barberini de Palestrina, depuis 1953.

## Remarques zoologiques
Si l’on excepte les représentations animales composites et fantastiques de la partie nubienne ou éthiopienne, deux étrangetés majeures du tableau sont l’ornementation ponctuelle des rochers par un motif uniforme pouvant correspondre à des mollusques et la présence d’un mille-pattes qui a donné lieu à des interprétations cryptozoologiques plus que discutables comme les créatures censées « fabuleuses » ou les prétendus « Dinosaures ».

### Mollusques

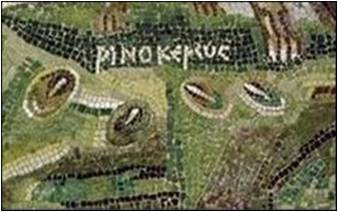
Fig. 1 - Groupe de mollusques sur un rocher, en contrebas des pattes d'un rhinocéros bicorne africain.

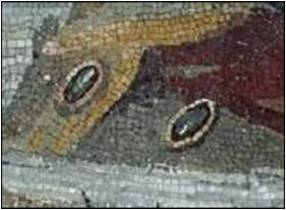
Fig. 2 - Deux autres mollusques sur un rocher différent, détail

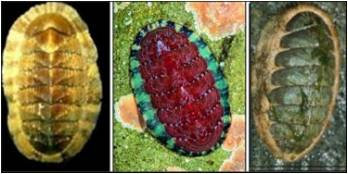
Fig. 3 - Divers chitons actuels. Montage

Il s’agit de structures scutiformes semblant « plaquées », comme des têtes de clous, sur les rochers qui émergent du Nil (Fig. 1 & 2). Bien visibles dans les innombrables reproductions de la mosaïque, anciennes et modernes, elles sont signalées, comme « pierres précieuses » par un site internet en langue allemande se référant largement à Meyboom (1995).
Elles sont confinées aux rochers dans la partie supérieure ou « nubienne » du tableau, et absentes des quais et édifices ptolémaïques de sa partie inférieure. Isolées ou groupées, au nombre d’environ vingt-cinq, ces structures ont un aspect uniforme, oblong-ovale, en « bouclier » montrant un bourrelet périphérique blanchâtre et un centre jaune à noir verdâtre.
Ce dernier est rehaussé par une « strie » blanche excentrique d’aspect luisant et en relief caréné (Fig. 1 & 2). S'opposant aux commentaires d'ordre minéralogique (« fossiles », pierres « "précieuses » ou « semi-précieuses »), la seule interprétation qui puisse en être faite par un zoologiste est celle d’un mollusque aquatique recherchant les supports rocheux, susceptible de s’y exonder et supportant une exposition à l'air prolongée.
Son aspect pourrait évoquer non une patelle dont la coquille est « rayonnée », mais un « chiton », taxon marin littoral des estrans. Plusieurs espèces de sa famille,les Chitonidae, ont d’ailleurs été signalées et figurées en Égypte par Savigny (H.N., vol. II, pl. 3), sous le nom générique d’« Oscabrions », et sont bien connues de la mer Rouge, entre autres Acanthochitona fascicularis (60 mm).
Ces mollusques marins, dits Polyplacophores ont une coquille composée de sept ou huit plaques calcaires (valves) articulées leur permettant de s’accrocher à des surfaces irrégulières et un large pied ou sole qui en déborde pour assurer sa reptation (Fig. 3). Le taxon littoral aurait été transposé en milieu fluviatile par le mosaïste pour les besoins de la composition ou dans un but symbolique encore obscur, à  moins que certains des rochers de la partie « nubienne » ne correspondent en fait aux côtes rocheuses de la mer Rouge ! Il est à noter que le mot « chiton » apparaît plusieurs fois dans le texte de Meyboom (1995) mais n’a aucun rapport avec la figure animale car il désigne les vêtements que portent certains des personnages chasseurs.
Un argument logique peut être opposé toutefois à pareille interprétation de zoologiste : c'est la présence « acrobatique » du mollusque présumé sur la partie haute de certains rochers, les chitons ne paraissant pas susceptibles de s'éloigner à ce point de leur milieu marin. Auquel cas prévaudrait l'hypothèse « minéralogique », les structures scutiformes représentant alors des pierres semi-précieuses polies et serties en bijoux, une évocation originale de  gisements dont elles seraient issues.

### Mille-pattes

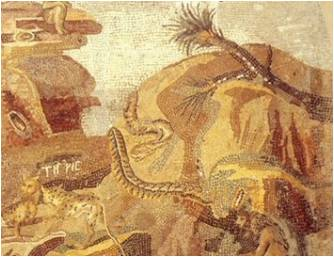
Fig. 4 - Mosaïque de Palestrina. Vue globale du secteur 7

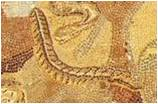
Fig. 5 - Détail du secteur 7 : Scolopendre

En haut et à l’extrême droite de la partie « nubienne »(secteur 7)(Fig. 4), entre un Palmier doum d'Égypte (Hyphaene thebaica) reconnaissable à son stipe divisé, un singe et un couple de félins, on note sur un rocher deux créatures allongées très différentes des quadrupèdes de l’ensemble. L’une, déprimée, sans appendices, reste indéterminable. L’autre, également aplatie, est en vue dorso-latérale gauche et formée de segments successifs tous semblables, pourvus du côté gauche, d’une vingtaine de pattes courtes, les opposées n’étant pas visibles (Fig. 4 & 5). Il s’agit sans aucun doute possible d’une scolopendre (Myriapode Chilopode) et non d'un Arthropleura, « Insecte gigantesque » de l’ère primaire (général Helghast ?) ou d'« un serpent enroulé autour du rocher » (Meyboom, 1995). La grande scolopendre, Scolopendra morsitans semble connue en Égypte depuis l’Antiquité pharaonique où elle a peut-être été l’emblème de Sepa, divinité protectrice liée aux nécropoles, plutôt qu'une prétendue « Scolopendre adhoerens » (Betro, Yoyotte). Semblant fuir l’inondation sur son rocher, elle contredit Bodson (2010) par sa présence ici figurée : « tous ceux (les animaux) qui sont nommés et parfois très exactement décrits ne semblent pas avoir été illustrés, tels les mille-pattes terrestres (moderne classe des Chilopodes) ».